# Kovács Kati összes kislemeze I. – 3CD
A magyar hanglemezkiadás történetében Kovács Katinak jelent meg a legtöbb kislemeze. Ezeknek a daloknak a túlnyomó része CD-n még sohasem jelent meg. Ezt a hiányt pótolva, most két tripla kiadványon jelennek meg ezek a dalok.
A kislemezek dalai mellett Kovács Kati olyan ritka felvételei is helyet kaptak a kiadványokon, amelyek eddig csak gyűjteményes bakelitlemezeken jelentek meg. A remaszterelt felvételek közül számos dal első alkalommal jelenik meg sztereó változatban.
Az első háromlemezes kiadvány az 1966 és 1974 között készült felvételeket tartalmazza: összesen 68 dalt, több, mint 3 és fél óra játékidővel. A nagy slágerek, fesztiválgyőztes dalok mellett kuriózum beat, blues, rock vagy éppen pszichedelikus rock dalok is megtalálhatók a kiadványon olyan legendás zenekarok, mint az Illés, Metró, Omega, Juventus, Non-Stop, Tolcsvayék és a Trió vagy a Bergendy kíséretében.

## Albumok

### CD 1
- 1. Nem leszek a játékszered
- 2. Szeretném
- 3. Többé ne telefonálj
- 4. Bolond az én szívem
- 5. Veszíteni tudni kell
- 6. Csak az igazat
- 7. Ráz a villamos
- 8. Tedd boldoggá
- 9. Majd ha beszél a jég
- 10. Neked se jó
- 11. Ne lépd át a küszöbömet
- 12. Egy pesti vasárnap
- 13. Itt van a világ vége
- 14. Nem születünk százszor
- 15. Ne akard őt elrontani
- 16. Szerelemben soha nincsen igazság
- 17. Hol parkoljak
- 18. A történtek után
- 19. Babák
- 20. Hazudik a drága
- 21. Hull a hó a kéklő hegyeken
- 22. Jaj, de hideg van
- 23. Dalmát elégia
- 24. A festő és a fecskék
- 25. Jó szerencsét

### CD 2
- 1. Katicabogár
- 2. Keserű a méz
- 3. Mégis ő
- 4. Még van időnk
- 5. Átmentem a szivárvány alatt
- 6. Szívkirály
- 7. A szerelem
- 8. Jaj, nem vigyáztam!
- 9. Rézkilincs
- 10. Ezt az egyet akarom
- 11. Fekete madár
- 12. Mondd, mi bajod van?
- 13. Ninna, Nanna
- 14. Rózsák a sötétben
- 15. Mit remélsz?
- 16. Vihar után
- 17. A pesti férfi
- 18. Csúzlis tom
- 19. Akkor, bizony, furcsa világ lesz
- 20. Love Story
- 21. Free Again
- 22. Kifulladásig
- 23. Álom, mutasd meg nekem

### CD 3
- 1. Add már, uram, az esőt!
- 2. Aranyhídon mentem
- 3. Hintáslegény
- 4. Elmúlás
- 5. Mammy blue
- 6. Te kékszemű
- 7. Hogy vagy, pajtás?
- 8. Merre mentél tőlem
- 9. Menjünk világgá
- 10. Egy mákszemnyi szerencse
- 11. Soha többet
- 12. Láttam, ne tagadd
- 13. Vihar előtt, vihar után
- 14. Voltam már jó, rossz
- 15. Miért nem sikerül?
- 16. Úgy, mint ő
- 17. Arcok a sötétben
- 18. Bolond pár
- 19. Szomorú ló
- 20. Ugyanez az utca ez